# Фабрика (Тексас)
Фабрика (енгл. Fabrica) насељено је место без административног статуса у америчкој савезној држави Тексас.

## Демографија
По попису из 2010. године број становника је 923.
| Група             | 2000.    | 2010.       |
| Белци             | 0 (0,0%) | 17 (1,8%)   |
| Афроамериканци    | 0 (0,0%) | 0 (0,0%)    |
| Азијати           | 0 (0,0%) | 0 (0,0%)    |
| Хиспаноамериканци | 0 (0,0%) | 905 (98,0%) |
| Укупно            | 0        | 923         |